# Chavaughn Lewis
Chavaughn Lewis (ur. 1 lutego 1993 w Nowym Jorku) – amerykański koszykarz, występujący na pozycjach rzucającego obrońcy oraz niskiego skrzydłowego, obecnie zawodnik Hapoelu Gelil Eljon.
W 2015 reprezentował Philadelphia 76ers, a w 2016 Detroit Pistons podczas rozgrywek letniej ligi NBA.
29 października 2016 został zawodnikiem Energi Czarnych Słupsk. 24 sierpnia 2017 podpisał umowę z TBV Startem Lublin.
8 lipca 2019 dołączył do rosyjskiego BC Niżny Nowogród. 29 listopada zawarł kontrakt z rosyjskim Jenisiejem Krasnojarsk.
1 października 2020 został po raz kolejny w karierze zawodnikiem estońskiego Kalev/Cramo.

## Osiągnięcia
Stan na 8 lutego 2022, na podstawie, o ile nie zaznaczono inaczej.
NCAA
- Zaliczony do:
  - I składu:
    - debiutantów MAAC (2012)
    - Mid-Major Freshmen All-America Team (2012 przez CollegeInsider.com)
    - turnieju Hall of Fame Tip-Off (2012)

  - II składu MAAC (2014, 2015)
  - III składu:
    - MAAC (2013)
    - All-Met Basketball Writers Association (2015)

Drużynowe
- Mistrz : 
  - ligi łotewsko-estońskiej (2021)
  - Estonii (2019, 2021)
- Brąz ligi łotewsko-estońskiej (2019)
- Zdobywca Pucharu Estonii (2021)
- 4. miejsce podczas mistrzostw Litwy (2016)
- Uczestnik Pucharu FIBA Europe (2016)

Indywidualne
- MVP finałów ligi estońskiej (2021)
- Zaliczony do:
  - II składu PLK (2017 według dziennikarzy)[8]
  - III składu EBL (2018 przez dziennikarzy)[9]
- Uczestnik konkursu wsadów podczas pucharu EBL (2018)[10]
- Lider VTB w przechwytach (2019)